# Lund
Lund este un oraș din Suedia. În anul 2010 număra 82.800 de locuitori, dintre care peste o treime studenți. În evul mediu a fost principalul centru ecleziastic al Scandinaviei, ca sediu al Diecezei de Lund. Pe lângă Catedrala din Lund a luat ființă școala franciscanilor, nucleul Universității din Lund.
Orașul a găzduit în data de 31 octombrie 2016 jubileul împlinirii a 500 de ani de la reforma protestantă. La eveniment a participat și papa Francisc, în semn de reconciliere cu bisericile evanghelice.

## Demografie
| \| Evoluția demografică a zonei urbane Lund, 1970–2015 \| Evoluția demografică a zonei urbane Lund, 1970–2015 \| Evoluția demografică a zonei urbane Lund, 1970–2015 \| Evoluția demografică a zonei urbane Lund, 1970–2015 \| Evoluția demografică a zonei urbane Lund, 1970–2015 \| \| --------------------------------------------------------------------------------------- \| --------------------------------------------------- \| --------------------------------------------------- \| --------------------------------------------------- \| --------------------------------------------------- \| \| An \| \| \| Locuitori \| \| \| 1970 \| 1970 \| \| 52.359 \| 52.359 \| \| 1975 \| 1975 \| \| 55.047 \| 55.047 \| \| 1980 \| 1980 \| \| 55.130 \| 55.130 \| \| 1990 \| 1990 \| \| 62.909 \| 62.909 \| \| 1995 \| 1995 \| \| 71.450 \| 71.450 \| \| 2000 \| 2000 \| \| 73.840 \| 73.840 \| \| 2005 \| 2005 \| \| 76.188 \| 76.188 \| \| 2010 \| 2010 \| \| 82.800 \| 82.800 \| \| 2015 \| 2015 \| \| 87.244 \| 87.244 \| \| Sursa: SCB - Statistika Centralbyrån, Folkmängden per tätort. Vart femte år 1960 - 2016 \| \| \| \| \| |      |  |           |        |
| Evoluția demografică a zonei urbane Lund, 1970–2015 |      |  |           |        |
| An |      |  | Locuitori |        |
| 1970 | 1970 |  | 52.359    | 52.359 |
| 1975 | 1975 |  | 55.047    | 55.047 |
| 1980 | 1980 |  | 55.130    | 55.130 |
| 1990 | 1990 |  | 62.909    | 62.909 |
| 1995 | 1995 |  | 71.450    | 71.450 |
| 2000 | 2000 |  | 73.840    | 73.840 |
| 2005 | 2005 |  | 76.188    | 76.188 |
| 2010 | 2010 |  | 82.800    | 82.800 |
| 2015 | 2015 |  | 87.244    | 87.244 |
| Sursa: SCB - Statistika Centralbyrån, Folkmängden per tätort. Vart femte år 1960 - 2016 |      |  |           |        |